# Manuel Olmedo
Manuel Olmedo (ur. 17 maja 1983 w Sewilli) – hiszpański lekkoatleta specjalizujący się w biegach średniodystansowych, uczestnik letnich igrzysk olimpijskich w Atenach (2004) i w Pekinie (2008), brązowy medalista mistrzostw Europy z Barcelony (2010) w biegu na 1500 metrów.

## Sukcesy sportowe
- 2002 – Kingston, mistrzostwa świata juniorów – 8. miejsce w biegu na 800 m
- 2003 – Bydgoszcz, młodzieżowe mistrzostwa Europy – brązowy medal w biegu na 800 m
- 2005 – Erfurt, młodzieżowe mistrzostwa Europy – srebrny medal w biegu na 800 m
- 2008 – Pekin, igrzyska olimpijskie – półfinał na 800 m
- 2009 – Turyn, halowe mistrzostwa Europy – 5. miejsce w biegu na 800 m
- 2010 – Barcelona, mistrzostwa Europy – brązowy medal w biegu na 1500 m
- 2011 – Paryż, halowe mistrzostwa Europy – złoto w biegu na 1500 m
- 2011 – Sztokholm, superliga drużynowych mistrzostw Europy – 1. miejsce w biegu na 1500 m